# ما كانش عالبال (فلم)
ما كانش عالبال هو فيلمٌ مصريٌ أُنتج عام 1950.

## قصة الفيلم
يقوم الرسام كمال (كمال الشناوي) بزيارة لإحدى القرى أثناء الاحتفال بالمولد النبوي، ويحضر لوحة استعراضية لإحدى الفرق، ويُعجب بمغنية الفرقة سميرة (راقية إبراهيم)، فأخذ منها موعداً في اليوم التالي لكي يرسمها في بيته. لكنه لم يعلم أن فتوح العضل (رياض القصبجي)، الذي تقدم سابقاً لسميرة ورفضته، مترصد له. وعندما جاء كمال في اليوم التالي، تنشب معركة بين كمال وفتوح، وينتصر فيها كمال. لكن صاحب المسرح (حسن أتلة) يقوم بطرد كامل الفرقة، فترحل سميرة مع عمتها عزيزة (عزيزة حلمي)، ومبروك (فؤاد شفيق) زوج عزيزة، وجرجير (إسماعيل ياسين) ابن مبروك.
ينجح كمال في تدبير فرصة عمل جديدة للفرقة في القاهرة، ويتعرف كمال وسميرة على بعضهما أثناء ساعات الرسم. يكتشف كمال أن خليل طاهر (سراج منير) والد سميرة قد غرق في البحر بعد أن هاجم طوربيد سفينتهم في الحرب العالمية الثانية، فيما نجت سميرة وعمتها عزيزة من الغرق.
يأتي بُرعي (عبد العزيز أحمد)، ناظر الزراعة، لزيارة كمال، ويبلغه أن جده (عبد الوارث عسر) مصمم على تزويجه من ابنة عمه ستيتة (درية أحمد)، لكن كمال يرفضها لأنها غير متعلمة. يأتي الجد بنفسه لمنزل كمال في القاهرة، فيطلب برعي من سميرة أن تمثل دور خطيبة كمال، في حين يلعب مبروك، زوج عمتها، دور خليل باشا طاهر، والد سميرة، في حين يلعب جرجير دور الدكتور أحمد، ابن خليل باشا. تنطلي الحيلة على الجد، بل وتُعجب ستيتة بجرجير معتقدةً أنه الدكتور جميل ابن الباشا.
يكتشف الجد، بعد التقاءه بخليل باشا طاهر (والد سميرة الحقيقي الذي اتضح أنه لم يغرق في السفينة) بالصدفة خدعة برعي، وأن خليل، وسميرة، وجميل ما هم إلا ممثلين. يصمم على إلغاء خطبة كمال من سميرة. يصر كمال على الزواج من سميرة، وتصر ستيتة على الزواج من جرجير. وفي هذه الأثناء يحاول المجرم فتوح العضل قتل كمال، لكن سميرة تفتديه وتُصاب بجرح بسيط. يُعجب الجد بسميرة. ثم يأتي خليل باشا الحقيقي، ويلتقي بابنته، ويوافق الجد على زواجها من كمال.

## أبطال الفيلم
ارتاح كمال الشناوي لـتأدية دور رسام في الفيلم، وذلك لحبه لموهبة الرسم. ويُذكر أن راقية إبراهيم، بطلة الفيلم، كانت تتحدث العربية، لكنها لا تقرأها ولا تكتبها. ولذلك تحفظ الحوار بعد أن يُكتب لها بالفرنسية!
أما أبطال الفيلم هم:
- كمال الشناوي في دور الرسام كمال عبد الرحيم.
- راقية إبراهيم في دور سميرة خليل طاهر.
- إسماعيل ياسين في دور جرجير أو الدكتور جميل.
- درية أحمد في دور ستيتة بنت عم كمال.
- عبد الوارث عسر في دور جد كمال وستيتة.
- سراج منير في دور خليل باشا طاهر والد سميرة.
- فؤاد شفيق في دور مبروك زوج عزيزة.
- عزيزة حلمي في دور عزيزة زوجة مبروك وأخت طاهر.
- عبد العزيز أحمد في دور برعي.

## أغاني الفيلم
في هذا الفيلم الممثلين هم المؤدون الأساسيون للأغاني والاستعراضات. تتقدمهم راقية إبراهيم التي غنت في أكثر من فيلم قبل ذلك، مثل فيلم رصاصة في القلب عام 1944.
أما أغاني الفيلم فهي كالتالي:
| الأغنية      | المؤلف        | الملحن           | المغني                |
| ------------ | ------------- | ---------------- | --------------------- |
| أغاني المولد | ؟             | عبد العزيز محمود |                       |
| مصر الفلاحة  | جليل البنداري | عبد العزيز محمود | راقية، إسماعيل        |
| ستيتة وجرجير | السيد زيادة   | عبد العزيز محمود | إسماعيل، درية         |
| أمير الأحلام | مأمون الشناوي | عبد العزيز محمود | راقية                 |
| الجيل الجديد | السيد زيادة   | علي فراج         | راقية، إسماعيل، نيللي |
| أنا الساحرة  | مأمون الشناوي | علي فراج         | راقية، إسماعيل        |

## وصلات خارجية
- مقالات تستعمل روابط فنية بلا صلة مع ويكي بيانات

## مصدر
1. 1 2  محمود قاسم، موسوعة الأفلام الروائية في مصر والعالم العربي، الجزء الثاني، الهيئة المصرية العامة للكتاب، 2006، ص 449.
2. ↑  كمال الشناوي... الوجه الآخر للقمر (15 - 30) نسخة محفوظة 14 أكتوبر 2021 على موقع واي باك مشين.
3. ↑  بين نارين نسخة محفوظة 2021-10-13 على موقع واي باك مشين.
4. ↑  جميع أغاني الفيلم من تأليف السيد زيادة، أو مأمون الشناوي، أو جليل البنداري.